# Bente Bjørnsen
Bente Bjørnsen (1966) è un'ex sciatrice alpina norvegese.

## Biografia
Bente Bjørnsen ai Campionati norvegesi vinse la medaglia di bronzo nella combinata nel 1985 e la medaglia d'oro nella discesa libera nel 1986; non prese parte a rassegne olimpiche né ottenne piazzamenti in Coppa del Mondo o ai Campionati mondiali.

## Palmarès

### Campionati norvegesi
- 2 medaglie (dati dalla stagione 1984-1985):
  - 1 oro (discesa libera[1] nel 1986)
  - 1 bronzo (combinata[senza fonte] nel 1985)